# SV Wilhelmshaven
SV Wilhelmshaven is een Duitse voetbalclub uit Wilhelmshaven in de deelstaat Nedersaksen.
Na enkele fusies kwam SV tot stand in 1972, de club speelde nooit hoger dan de 2de klasse. In 2001 degradeerde de club naar de Oberliga Nord en promoveerde terug naar de Regionalliga Nord in 2006. De club wist zich in het seizoen 2006/2007 echter niet te handhaven en degradeerde terug naar de Oberliga Nord. Na de herindeling van het Duitse voetbal in 2008 werd de ploeg weer in de Regionalliga Nord geplaatst. In 2014 degradeerde de club twee klassen ineens nadat de club had geweigerd een boete te betalen. In 2016 degradeerde de club uit de Landesliga.

## Geschiedenis
- 1905 : FC Deutschland Wilhelmshaven
- 1912 : opslorping van Heppenser BSV
- 1924 : fusie met VfB Wilhelmshaven → Wilhelmshavener SV 1906
- 1939 : fusie met VfL 1905 Rüstringen → SpVgg 1905 Wilhelmshaven
- 1945 : sluiting club
- 1952 : heroprichting
- 1972 : fusie met TSV Germania 1905 Wilhelmshaven → SV 1972 Wilhelmshaven
- 1992 : fusie met TSR Olympia Wilhelmshaven → Wilhelmshaven '92
- 1993 : hernoeming SV Wilhelmshaven '92

## Eindklasseringen vanaf 1973
| Seizoen | Competitie                       | Niveau | Eindstand | DFB Pokal | Opmerking |
| ------- | -------------------------------- | ------ | --------- | --------- | --- |
| 1972/73 | Verbandsliga Niedersachsen-Noprd | IV     | 7         | --        | |
| 1973/74 | Verbandsliga Niedersachsen-Noprd | IV     | 9         | --        | invoering Oberliga |
| 1974/75 | Verbandsliga Niedersachsen-Noprd | V      | 11        | --        | |
| 1975/76 | Verbandsliga Niedersachsen-Noprd | V      | 12        | --        | |
| 1976/77 | Verbandsliga Niedersachsen-Noprd | V      | 16        | --        | |
| 1977/78 | Bezirksliga-1 Weser/Ems          | VI     | 5         | --        | |
| 1978/79 | Bezirksliga-1 Weser/Ems          | VI     | 6         | --        | invoering eenklassige Verbandsliga |
| 1979/80 | Bezirksliga Weser/Ems-Nord       | VII    | 1         | --        | |
| 1980/81 | Bezirksoberliga Weser/Ems        | VI     | 1         | 1e ronde  | < VfL Bochum: 1-4 |
| 1981/82 | Landesliga Niedersachsen-West    | V      | 4         | --        | |
| 1982/83 | Landesliga Niedersachsen-West    | V      | 4         | --        | |
| 1983/84 | Landesliga Niedersachsen-West    | V      | 2         | --        | |
| 1984/85 | Landesliga Niedersachsen-West    | V      | 8         | --        | |
| 1985/86 | Landesliga Niedersachsen-West    | V      | 4         | --        | |
| 1986/87 | Landesliga Niedersachsen-West    | V      | 13        | --        | |
| 1987/88 | Landesliga Niedersachsen-West    | V      | 6         | --        | |
| 1988/89 | Landesliga Niedersachsen-West    | V      | 6         | --        | |
| 1989/90 | Landesliga Niedersachsen-West    | V      | 2         | --        | promotie play off > Rot-Weiß Steterburg: 3-2 |
| 1990/91 | Verbandsliga Niedersachsen       | IV     | 15        | --        | |
| 1991/92 | Landesliga Niedersachsen-West    | V      | 2         | --        | promotie play off > SV Südharz: 3-2 n.v. |
| 1992/93 | Verbandsliga Niedersachsen       | IV     | 3         | --        | |
| 1993/94 | Verbandsliga Niedersachsen       | IV     | 1         | --        | |
| 1994/95 | Regionalliga Nord                | III    | 9         | --        | Liga-topscorer: Christian Claassen (26) |
| 1995/96 | Regionalliga Nord                | III    | 10        | --        | |
| 1996/97 | Regionalliga Nord                | III    | 13        | --        | |
| 1997/98 | Regionalliga Nord                | III    | 9         | --        | |
| 1998/99 | Regionalliga Nord                | III    | 7         | --        | |
| 1999/00 | Regionalliga Nord                | III    | 4         | --        | |
| 2000/01 | Regionalliga Nord                | III    | 10        | --        | gedwongen degradatie i.v.m. niet tijdig inleveren licentiestukken                                                                                  |
| 2001/02 | Oberliga Niedersachsen/Bremen    | IV     | 3         | --        | |
| 2002/03 | Oberliga Niedersachsen/Bremen    | IV     | 4         | --        | |
| 2003/04 | Oberliga Niedersachsen/Bremen    | IV     | 2         | --        | |
| 2004/05 | Oberliga Nord                    | IV     | 2         | --        | |
| 2005/06 | Oberliga Nord                    | IV     | 1         | --        | |
| 2006/07 | Regionalliga Nord                | III    | 19        | --        | winnaar NFV-Pokal > VfL Osnabrück: 3-1 |
| 2007/08 | Oberliga Nord                    | IV     | 3         | 1e ronde  | < 1. FC Kaiserslautern: 0-4; Ligatopscorer: Sergei Zimin (24)                                                                                      |
| 2008/09 | Regionalliga Nord                | IV     | 11        | --        | |
| 2009/10 | Regionalliga Nord                | IV     | 15        | --        | winnaar NFV-Pokal > VfL Osnabrück: 2-2 (6-4 n.s.)                                                                                                  |
| 2010/11 | Regionalliga Nord                | IV     | 13        | 1e ronde  | < Eintracht Frankfurt: 0-4 |
| 2011/12 | Regionalliga Nord                | IV     | 13        | --        | 6 punten in mindering vanwege juridische strijd met FIFA; finalist NFV-Pokal > TSV Havelse: 1-2                                                    |
| 2012/13 | Regionalliga Nord                | IV     | 16        | 1e ronde  | < FC Augsburg: 0-2; opnieuw 6 punten in mindering vanwege juridische strijd met FIFA; finalist NFV-Pokal > VfL Osnabrück: 2-4                      |
| 2013/14 | Regionalliga Nord                | IV     | 18        | 1e ronde  | < Borussia Dortmund: 0-3; gedwongen degradatie vanwege juridische strijd met FIFA. Omdat geen Oberliga-licentie was aangevraagd naar de Landesliga |
| 2014/15 | Landesliga Weser/Ems             | VI     | 4         | --        | |
| 2015/16 | Landesliga Weser/Ems             | VI     | 16        | --        | |
| 2016/17 | Bezirksliga Weser/Ems-2          | VII    | 3         | --        | |
| 2017/18 | Bezirksliga Weser/Ems-2          | VII    | 9         | --        | |
| 2018/19 | Bezirksliga Weser/Ems-2          | VII    | 6         | --        | |
| 2019/20 | Bezirksliga Weser/Ems-2          | VII    | 2         | --        | competitie afgebroken i.v.m. coronapandemie |
| 2020/21 | Bezirksliga Weser/Ems-2          | VII    | --        | --        | Competitie afgebroken i.v.m. Corona-pandemie. Er wordt geen stand opgemaakt.                                                                       |
| 2021/22 | Bezirksliga Weser/Ems-2          | VII    | 1         | --        | 1e in voorronde groep 2A |
| 2022/23 | Landesliga Weser/Ems             | VI     | 3         | --        | |
| 2023/24 | Landesliga Weser/Ems             | VI     | 1         | --        | |
| 2024/25 | Oberliga Niedersachsen           | V      | 11        | --        | |
| 2025/26 | Oberliga Niedersachsen           | V      | .         | --        | |

## Trainer-coaches
| Van        | Tot        | Naam                | D | W | G | V |
| ---------- | ---------- | ------------------- | - | - | - | - |
| 01.07.2013 | 30.06.2014 | Farat Toku          |   |   |   |   |
| 01.07.2011 | 30.06.2013 | Christian Neidhardt |   |   |   |   |
| 04.04.2009 | 30.06.2011 | Wolfgang Steinbach  |   |   |   |   |
| 23.09.2008 | 30.06.2009 | Boris Ekmeščić      |   |   |   |   |
| 14.09.2007 | 22.09.2008 | Predrag Uzelac      |   |   |   |   |
| 01.09.2007 | 13.09.2007 | Ivica Jozić         |   |   |   |   |
| 04.04.2007 | 06.09.2007 | Kay Stisi           |   |   |   |   |
| 01.07.2002 | 03.04.2007 | Wolfgang Steinbach  |   |   |   |   |
| 01.10.1999 | 30.06.2002 | Hans-Werner Moors   |   |   |   |   |
| 01.02.1998 | 30.09.1999 | Hubert Hüring       |   |   |   |   |
| 01.07.1996 | 23.09.1996 | Mohammed Amiq       |   |   |   |   |
| 01.07.1992 | 30.06.1996 | Wolf Werner         |   |   |   |   |